# Capo Perpetua
Il  Capo Perpetua  è un promontorio boschivo statunitense situato sulla costa centrale dell'Oregon nella contea di Lincoln che si proietta nell'Oceano Pacifico. È gestito dallo United States Forest Service in quanto parte della Parco nazionale di Siuslaw.

## Ubicazione
Il Capo Perpetua è ubicato a circa 3,2 Km a sud di Yachats lungo l'autostrada U.S. Route 101. È un tipico promontorio del Pacifico nord-occidentale che forma un'alta e ripida scogliera sull'oceano. Nel suo punto più alto si erge di 240 m sopra il livello del mare con la possibilità, in una giornata di cielo sereno, di vedere la costa per 110 km e l'orizzonte marino fino a 60 km di distanza.

## Storia
Per almeno 6000 anni i nativi americani del luogo si sono nutriti di molluschi, granchi, ricci di mare e vongole lungo la costa vicino a Capo Perpetua. Il promontorio rientrava nella parte meridionale del territorio abitato dagli Alsea: nella loro lingua era chiamato Halqaik che significava pressappoco luogo esposto. Le prove della loro presenza sono rappresentate dagli enormi accumuli di conchiglie che si incontrano lungo le rive del Cape Perpetua Visitor Center.
Il promontorio deve il suo nome al capitano James Cook che lo scoprì il 7 marzo 1778, giorno in cui si celebra Santa Perpetua, mentre cercava l'ingresso nel Pacifico attraverso il passaggio a nord-ovest. 
La zona fa parte del Parco nazionale di Siuslaw dal 1908. Nel 1914 lo United States Forest Service scavò una stradina nella scogliera del Capo Perpetua e costruì un ponte di legno sul fiume Yachats, favorendo la comunicazione tra le piccole comunità di Yachats e Florence verso sud. Il ponte di legno è stato sostituito nel 1926 con una struttura in acciaio. Il tratto dell'autostrada Roosevelt Memorial Highway, oggi U.S. Route 101, che attraversa Capo Perpetua è stato completato negli anni trenta.
Nel 1933 è stato costruito un accampamento dei Civilian Conservation Corps (CCC) ai piedi del promontorio a nord di Capo Creek vicino all'attuale Cape Perpetua Visitor Center. I CCC hanno costruito l'accampamento, una rete di sentieri e il posto di vedetta West Shelter sulla cima del promontorio. Durante la seconda guerra mondiale la West Shelter è stata utilizzata come stazione di guardia con la temporanea installazione di un grande cannone di difesa costiera. Fu anche installato un radar SCR-270B in un luogo non specificato per sfruttare l'altezza del promontorio.
Il Cape Perpetua Shelter and Parapet è nell'elenco del National Register of Historic Places dal 1989.

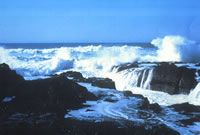
La Devil's Churn (Insenatura del Diavolo) vicino a Capo Perpetua.
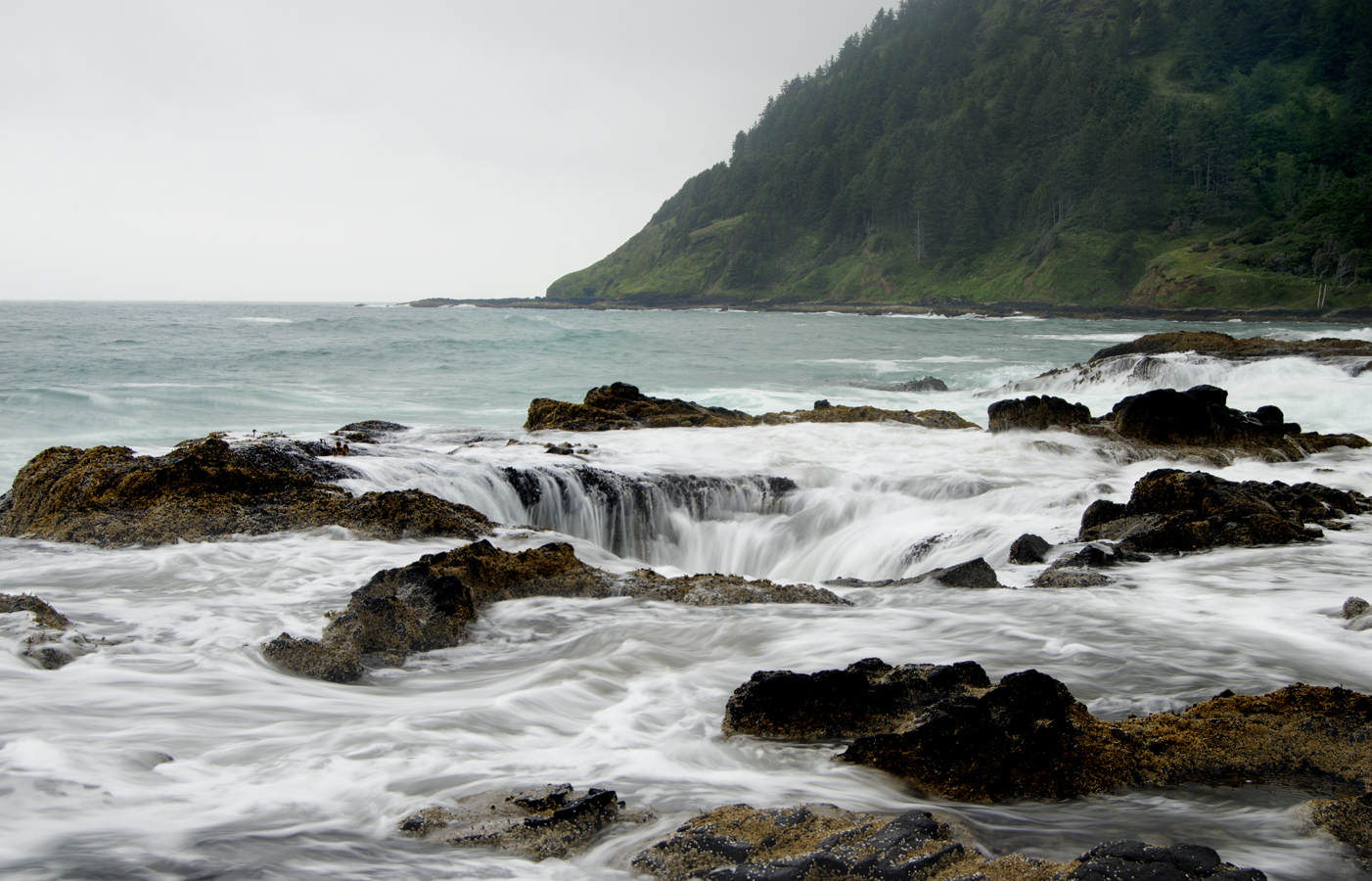
Il pozzo di Thor.
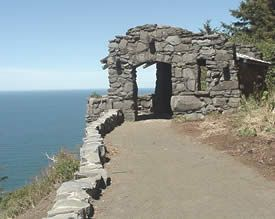
La vedetta West Shelter.